# Bandiera di Anguilla
La bandiera di Anguilla è composta da uno sfondo blu con una bandiera del Regno Unito (Union Jack) nel quadrante superiore sinistro (detta Blue Ensign) e lo stemma di Anguilla nella metà di destra.

## Storia
La prima bandiera dell'isola venne adottata nel 1967, durante la rivoluzione: era rossa con il nome dell'isola scritto in giallo e con al centro la raffigurazione su sfondo blu di due sirene con una conchiglia. Una variante di questa bandiera era di colore viola con al centro l'immagine delle due sirene su sfondo blu senza alcuna scritta. Questa bandiera non era molto gradita dagli abitanti e infatti fu sostituita quasi subito. Durante il breve periodo della proclamazione della repubblica indipendente venne adottata una bandiera bianca e azzurra con l'immagine dei tre delfini (ancor oggi esposta in diverse parti dell'isola poiché considerata da molti come la vera bandiera nazionale).
La bandiera continuò ad essere utilizzata anche negli anni successivi benché Anguilla non avesse una propria bandiera ufficiale. Il governatore Brian Canty suggerì perciò una nuova bandiera e inviò degli schizzi a Londra per sottoporli all'approvazione della regina d'Inghilterra. La nuova bandiera, comprendente l'Union Jack e lo stemma di Anguilla, venne esposta per la prima volta il 30 maggio del 1990.

## Galleria d'immagini

Prima bandiera di Anguilla
Bandiera della Repubblica di Anguilla
Bandiera del Governatore